# Conseil départemental de la Mayenne (régime de Vichy)
Le conseil départemental de la Mayenne était une assemblée crée par le Régime de Vichy pour le département français de la Mayenne. Il est institué par la loi du 7 août 1942. Les conseillers nommés par le Ministre français de l'Intérieur du Régime de Vichy sont publiés au Journal officiel le 16 avril 1943.
La loi du 12 octobre 1940 suspend les sessions des conseils généraux et transfère leurs pouvoirs (ainsi que ceux de la commission administrative départementale aux préfets (article 2). Les conseils départementaux sont institués par la loi du 7 août 1942.
La Libération met  fin à l’existence du conseil départemental. L’article 18 de l'Ordonnance portant organisation des pouvoirs publics en France après la Libération du 21 avril 1944 prévoit par ailleurs l’inéligibilité pour ceux qui ont accepté la fonction de conseiller départemental : ils peuvent cependant être relevés de leur déchéance par le préfet s’ils ont participé à la Résistance, sous avis consultatif du Comité départemental de libération. (CDL) 

## Composition

### Le président
Le président est Jean Chaulin-Servinière.

### Les vice-présidents
Les vice-présidences sont ainsi distribuées :
- Adolphe Beck, 1er vice-président
- Marc de Montalembert, 2e vice-président

### Les secrétaires
Les secrétaires sont : Yves Barnéoud, Georges Denis, Henry de la Monneraye, Marcel Mousset, Alphonse Peigne, et Pierre Pichot.

### Les conseillers des Commissions
Le préfet de la Mayenne désigne en mai 1943 les membres des différentes :
- commission cantonale d'assistance : le conseiller général de chaque canton
- commission départementale d'appel : MM. Duboys-Fresney, Jouis et Schmitt
- commission de vérification des mémoires de l'Assistance publique et privée : MM. Denis et Barnéoud
- commission de surveillance du sanatorium de Clavières : MM. Brisard, Jouis, de Montalembert
- commission de surveillance de la clinique départementale d'accouchement : MM. Beck, Buat, Jallot.
- commission de surveillance de la natalité : MM. Beck, Pollet, Jallot.
- commission des voies ferrées d'intérêt local : M. Pollet
- comité de la production agricole : MM. Dubel, de Sevenas, Pichot
- commission des épizooties : MM. Jouis, Placé
- commission d'examen des demandes de bureau de tabac : M. de Montalembert

### Membres
Les membres nommés par le Régime de Vichy le 16 avril 1943 reprennent en partie les membres du Conseil général de la Mayenne élus en 1934 et 1937. Sur 27 membres de l'ancien conseil, 16 se retrouvent dans ce conseil départemental, un 17e est décédé entre temps. Les membres correspondent partiellement à la distribution géographique des cantons. La coloration politique du département explique vraisemblablement une continuité relative.

### Comparaison entre les élus de 1934 ou de 1937 et ceux nommés en 1943 par leRégime de Vichy
| Cantons              | Population | Conseiller général sortant              | Profession                | Parti | Parti              | Conseiller départemental nommé   | Profession                          | Parti | Parti          | Membre de la commission administrative |
| -------------------- | ---------- | --------------------------------------- | ------------------------- | ----- | ------------------ | -------------------------------- | ----------------------------------- | ----- | -------------- | -------------------------------------- |
| Ambrières            |            | Olivier Louis Pollet                    | propriétaire              |       | URD                | Alexis Foret                     | conseiller municipal d'Ambrières    |       |                |                                        |
| Argentré             |            | François Brisard                        | entrepreneur en bâtiments |       | URD                | Théophile Leterme                | conseiller municipal de Louvigné    |       |                |                                        |
| Bais                 |            | Joseph Palaud                           | médecin                   |       | URD                | Joseph Palaud                    | médecin                             |       | URD            |                                        |
| Bierné               |            | René Dubel                              | notaire                   |       | URD                | René Dubel                       | notaire                             |       | URD            |                                        |
| Chailland            |            | Constant Jouis                          | médecin                   |       | Rad.               |                                  |                                     |       |                |                                        |
| Château-Gontier      |            | Jacques Duboys-Fresney                  | propriétaire              |       | URD                | Jacques Duboys-Fresney           | propriétaire                        |       | URD            |                                        |
| Cossé-le-Vivien      |            | Pierre-Clément Pichot                   | propriétaire              |       | Républicain        | Pierre-Clément Pichot            | propriétaire                        |       | Républicain    |                                        |
| Couptrain            |            | Jean Chaulin-Servinière                 | avocat                    |       | Rad. Ind.          | Jean Chaulin-Servinière          | avocat                              |       | Rad. Ind.      | X                                      |
| Craon                |            | Ferdinand Le Pelletier (décédé en 1939) | propriétaire              |       | Union républicaine | Henri Bodard de la Jacopière     | adjoint au maire de Craon           |       | DIV            |                                        |
| Ernée                |            | Constant Martin                         | propriétaire              |       | Rad.               | Constant Martin                  | propriétaire                        |       | Rad.           |                                        |
| Évron                |            | Charles Mille                           | agriculteur               |       | Rad.               | Henri Rossignol                  | maire d'Evron                       |       |                |                                        |
| Grez-en-Bouère       |            | Charles Rousseau                        | huissier                  |       |                    | Alphonse Peigne                  | maire de Grez-en-Bouère             |       |                |                                        |
| Gorron               |            | Andoche Le Ray, duc d'Abrantès          | propriétaire              |       | URD                | Andoche Le Ray, duc d'Abrantès   | propriétaire                        |       | URD            |                                        |
| Landivy              |            | Baron André Terrasson de Sénevas        | propriétaire              |       | URD                | Baron André Terrasson de Sénevas | propriétaire                        |       | URD            |                                        |
| Lassay               |            | Édouard Lebert                          | épicier                   |       | Rép. de Gauche     | Albert Pecatte                   | maire de Sainte-Marie-du-Bois       |       |                |                                        |
| Laval-Est            |            | Adolphe Beck                            | industriel                |       | Rép. de Gauche     | Adolphe Beck                     | industriel                          |       | Rép. de Gauche | X                                      |
| Laval-Ouest          |            | Maurice Courcelle                       | publiciste                |       | URD                | Henry de la Monneraye            | maire de Saint-Germain-le-Fouilloux |       |                | X                                      |
| Loiron               |            | Louis Tréton de Vaujuas-Langan          | propriétaire              |       | URD                |                                  |                                     |       |                |                                        |
| Le Horps             |            | Edmond Leblanc                          | avocat                    |       | URD                | Edmond Leblanc                   | avocat                              |       | URD            |                                        |
| Mayenne-Est          |            | Emmanuel Placé                          | vétérinaire               |       | Rép. de Gauche     | Marcel Mousset                   | maire de Mayenne                    |       |                |                                        |
| Mayenne-Ouest        |            | Georges Denis                           | industriel                |       | Rad. Ind.          | Georges Denis                    | industriel                          |       | Rad. Ind.      | X                                      |
| Meslay-du-Maine      |            | Marc de Montalembert                    | propriétaire              |       | Conservateur       | Marc de Montalembert             | propriétaire                        |       | Conservateur   | X                                      |
| Montsûrs             |            | Léon Bouëssé                            | propriétaire              |       | URD                | Maurice Bouëssé                  | ajoint au maire de Montsûrs         |       |                | X                                      |
| Pré-en-Pail          |            | Gustave Buat                            | négociant                 |       | Rad. Ind.          | Gustave Buat                     | négociant                           |       | Rad. Ind.      |                                        |
| Saint-Aignan-sur-Roë |            | Victor Jallot                           | médecin                   |       | URD                | Victor Jallot                    | médecin                             |       | URD            |                                        |
| Sainte-Suzanne       |            | Édouard Schmitt                         | propriétaire              |       | Rép. de Gauche     | Édouard Schmitt                  | propriétaire                        |       | Rép. de Gauche |                                        |
| Villaines-la-Juhel   |            | Louis Barazer                           | médecin                   |       | Rad.               | Louis Barazer                    | médecin                             |       | Rad.           |                                        |
|                      |            |                                         |                           |       |                    | Yves Barnéoud                    | imprimeur                           |       |                | X                                      |
|                      |            |                                         |                           |       |                    | Auguste Pechels de Saint-Sardos  | cheminot                            |       |                | X                                      |

## Sources
- Rapports et délibérations, commission départementale, rapport du préfet, Session de mai 1943
- Michel Dloussky,  Le Conseil général de la Mayenne (1935-1953), dans Annales de Bretagne et des pays de l'Ouest no 103, pp.54, 1996. Consultable en ligne sur Persée.
- Philippe Roger, La commission administrative et le conseil départemental du Pas-de-Calais de 1940 à 1944 : sélectionner un personnel politique et gérer un département au temps de l’État français, Revue du Nord 2014/4 (n° 407), pages 877 à 916 Consultable en ligne